# Mäklarbricka
En mäklarbricka är ett uttryck för en spritbeställning på krogen, där det ingår en helflaska sprit, ofta vodka, samt olika tillbehör att blanda enklare groggar med. Detta serveras på en bricka tillsammans med ett antal glas, där beställaren själv utför blandningen vid bordet. Beroende på ambitions- eller prisnivå kan tillbehören på brickan endera bestå enbart av groggvirke och isbitar, eller så kan även en eller två flaskor champagne ingå. Mäklarbrickan är avsedd att delas mellan ett antal personer runt beställarens bord, och förknippas med berusningsdrickande.
Mäklarbrickan har fått sitt namn av att den ursprungligen uppges ha varit en vanlig beställning från bonusspenderande mäklare, främst från finansbranschen, på innekrogar   runt Stureplan.
Uttrycket har framförallt under det tidiga 2000-talet kommit att förknippas med den svenska stekar- eller bratskulturen i största allmänhet. Då inte minst i satiriskt och förlöjliganden syfte.